# Pseudoxyrhopus imerinae
Pseudoxyrhopus imerinae är en ormart som beskrevs av Günther 1890. Pseudoxyrhopus imerinae ingår i släktet Pseudoxyrhopus och familjen snokar. Inga underarter finns listade i Catalogue of Life.
Denna orm förekommer med två från varandra skilda populationer på sydöstra Madagaskar. Arten lever i låglandet och i bergstrakter upp till 2200 meter över havet.  Individerna vistas främst i bergsskogar. Ett exemplar besökte en äng intill ett vattendrag. Honor lägger ägg.
Beståndet hotas av skogsröjningar och svedjebruk. Hela utbredningsområdet antas var 14 000 km² stort. IUCN kategoriserar arten globalt som nära hotad.